# Hoa thanh trúc
Phlox drummondii là một loài thực vật có hoa trong họ Polemoniaceae. Loài này được Hook. miêu tả khoa học đầu tiên năm 1835.

## Hình ảnh

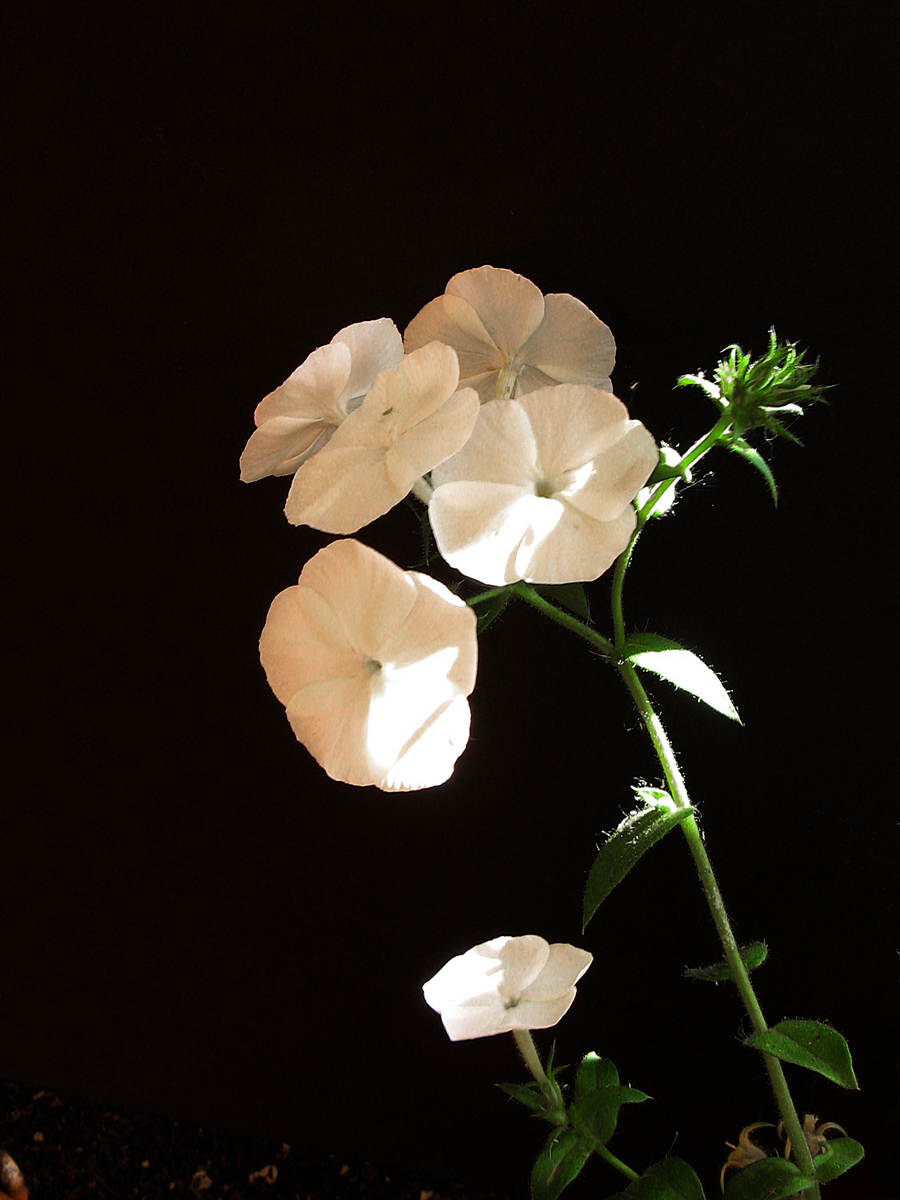
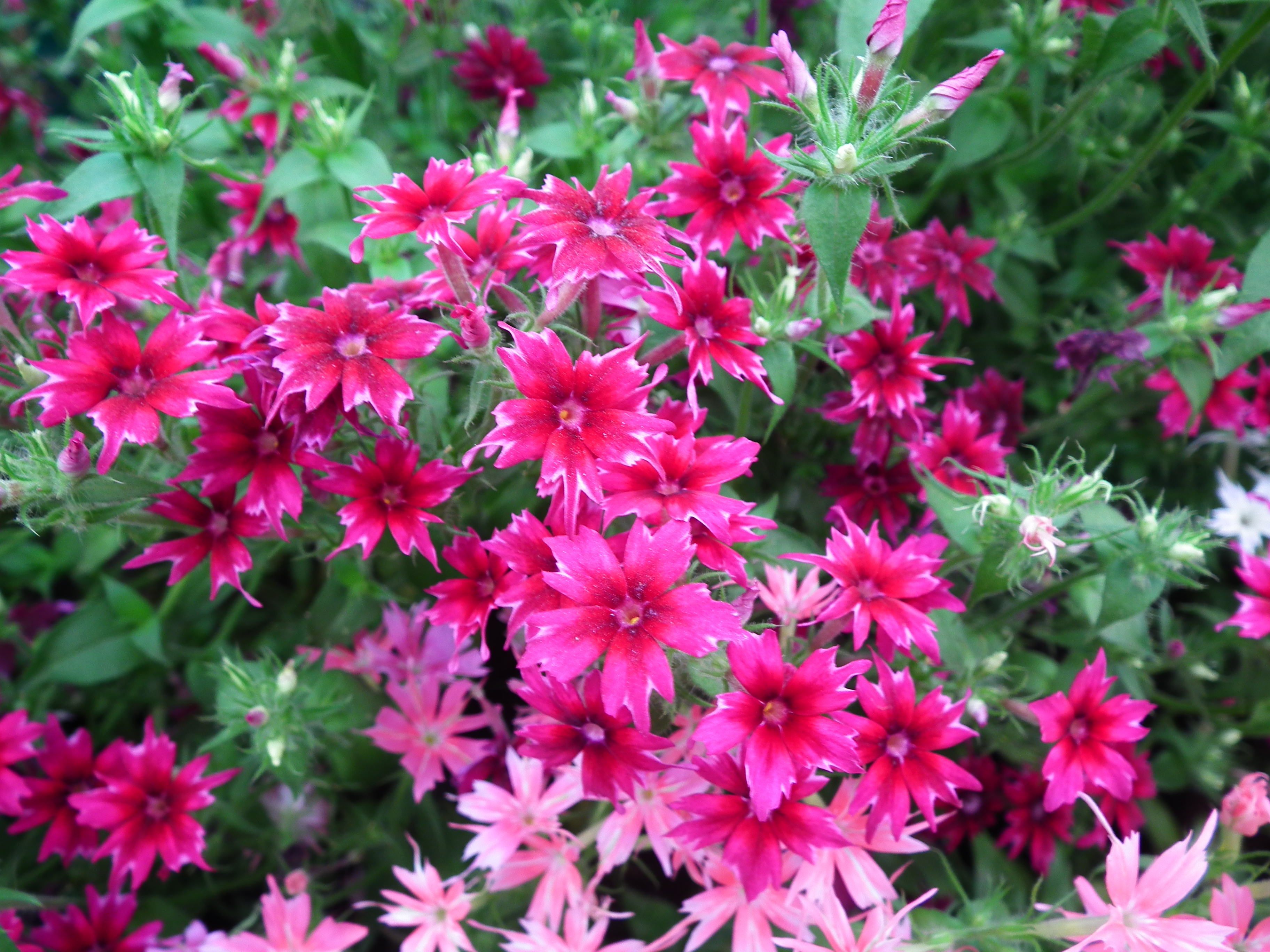
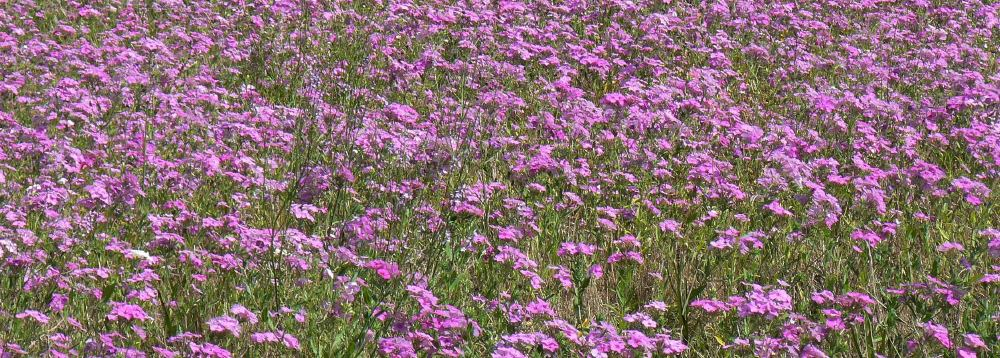
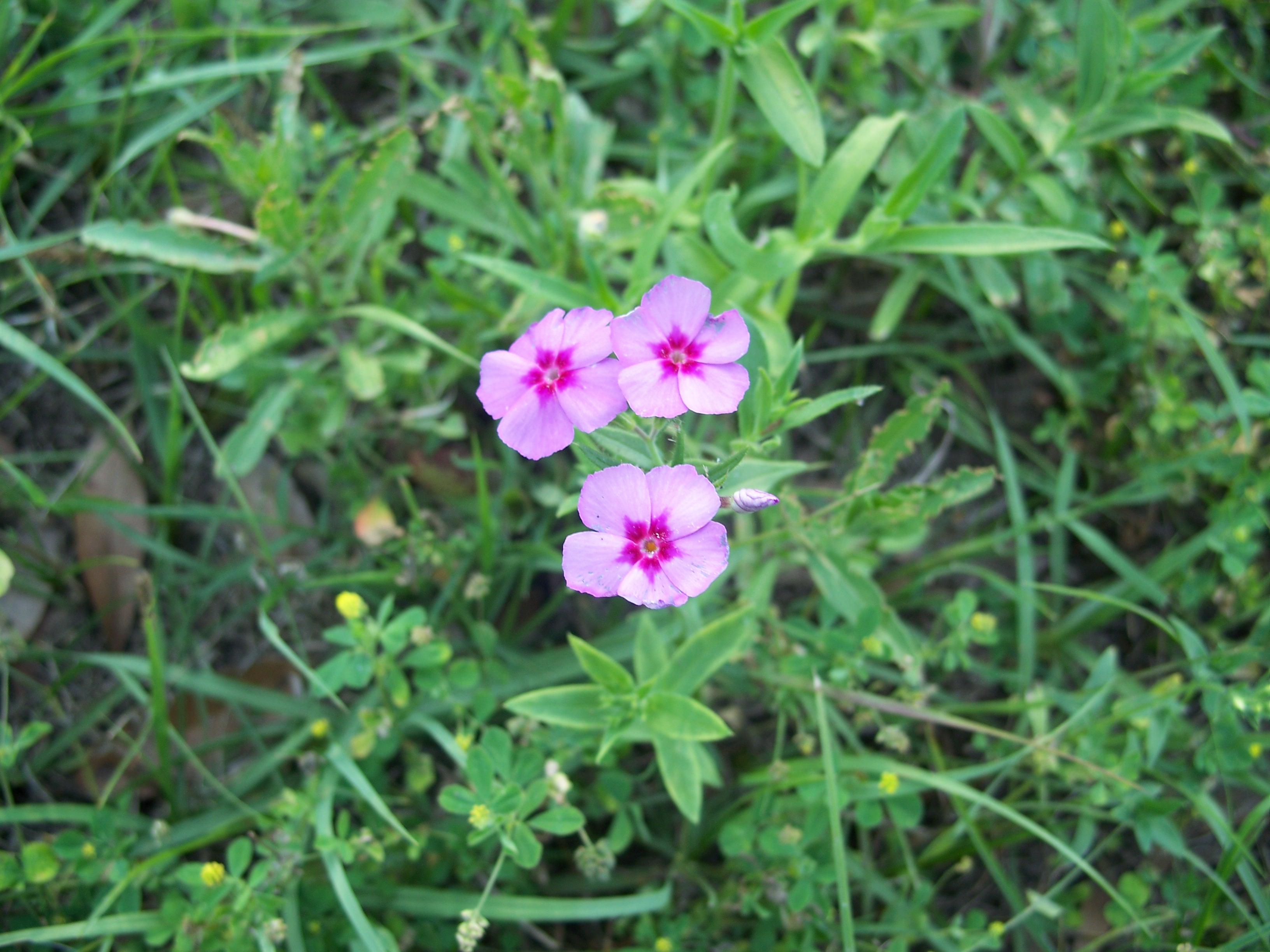